# Saint-Jean-de-Boiseau
Saint-Jean-de-Boiseau è un comune francese di 5 010 abitanti situato nel dipartimento della Loira Atlantica nella regione dei Paesi della Loira.

## Storia

### Simboli
Lo stemma, adottato con delibera comunale del 29 settembre 1961, riprende il blasone della famiglia Goheau, sormontato dalla raffigurazione della cappella di Betlemme (Chapelle de Bethléem) di Saint-Jean-de-Boiseau che era meta di pellegrinaggio nel XV secolo. Le moscature d'armellino richiamano l'appartenenza storica della città al Ducato di Bretagna.

## Società

### Evoluzione demografica
Abitanti censiti